# Хејли Рајнхарт
Хејли Елизабет Рајнхар (енгл. Haley Elizabeth Reinhart, Вилин, 9. септембар, 1990) америчка је певачица, текстописац и гласовна глумица. Хејли се првобитно истакла када је заузела треће место у десетој сезони Америчког идола. У јулу 2011. године Хејли је потписала уговор са издавачком кућом . Њен први студијски албум под називом  објављен је 22. маја 2012. године, а добио је негативне критике од музичких критичара. Након што је Interscope records променио менаџмент 2012. године, Хејли је две године касније склопила нови уговор, са издавачком кућом ICM Partners. 
Међународно признање Хејли је стекла 2015. године након наступа и турнеја, као и објављивања песме Creep која је била 58 недеља заредом на Билбордовој листи Jazz Digital. Исте године њена песма Can't Help Falling in Love доживела је комерцијални успех и била је на шеснаестом месту листе US Adult Contemporary, а додељен јој је платинасти сертификат од стране Америчког удружења дискографских кућа, 4. октобра 2019. године. За свој рад освојила је велики број музичких награда. У Нетфликсовој комедији F Is for Family позајмила је глас, а она је приказана премијерно 18. децембра 2018. године.
Други студијски албум под називом  објављен је 29. априла 2016. године, након водећег истоименог сингла, који је објављен исте године 8. априла. Албум је дебитовао на двадесет и другом месту Билбордове листе . Албум је промосивала летњом музичком турнејом која је одржана током 2016. године у Сједињеним Америчким Државама и широм Европе у мају и јуну 2017. године. Трећи студијски албум под називом  објављен је 22. септембра 2017. година преко издавачке куће Concord records. На албуму се налази четири сингла, укључујући главни албумски сингл под називом Baby It's You, који је објављен 16. јуна 2017. године. Хејли је одржала музичку турнеју како би промовисала албум, у јесен 2017. године. 
Током 2018. године Хејли је била истакнута вокалисткиња на песми Something Strange музичара Винстона, а песма је била на двадесет и трећем месту Билбордове листе .
Дана 1. јуна 2018. године Хејли је објавила самостални сингл под називом Last Kiss Goodbye, који је заузео петнаесто место на Билбордовој листи Jazz Digital. Њен четврти албум под називом  објављен је 27. марта 2019. године, а на њему се налази четири сингла укључујући водећи Don't Know How to Love You, који је објављен 14. септембра 2018. године. Албум је промовисан турнејом по Северној Америци у јесен 2019. и у пролеће 2020. године.

## Биографија
Хејли Ранхар рођена је у Вилингу у Илиноису, 9. септембра 1990. године, од родитеља Пати Милера Рајнхарта и Хари, обоје музичари и пореклом из Чикага. Хејли има сестру Анђелу која је пет година млађа од ње. Анђела је кантауторка и музичарка која изводи инди фолк музику.  Хејли има немачко, ирско и италијанско порекло. Када је имала три године са родитељима је била на позорници и отпевала песму Brown Eyed Girl. Озбиљно да пева почела је када је имала седам или осам година, заједно са родитељима и њиховим бендом Midnight који је углавном изводио обраде рок песама из шездесетих и седамдесетих година. Хејлина мајка била је главна певачица бенда The Company She Keeps пре него што је приступила бенду Midnight 1997. године. Када је имала девет година, Хејли је отпевала песму Blue на великом стејџу на конвенцији о тетовирању и тада је добила овације публике. Од осме године пише поезију, а често је похађала песничка такмичења. Хејли такође има страст према импровизацији и активна је у представама и мјузиклима од детињства. Песме је почела да пише у средњој школи, имала је неколико стотина композиција које је чувала у мобилном телефону, пре него што се покварио и тако изгубила сав материјал. Њен наступ са песмом Moanin добио је велике овације од судија.
Похађала је основну школи Марк Твин и средњу школу Холмс. Током похађала средње школе, Хејли се први пут сусрела са џез музиком, када је наступала заједно са вокалном школском групом Midnight Blues. Наступала је на џез фестивалима са својим џез бендом, где је била прва стална певачица. Након велике паузе, са бендом из средње школе поново се окупила 2015. године када је позвана да пева у њиховој представи The Midwest Clinic. Након што је завршила средњу школу 2009. године, похађала је Харпер Колеџ од 2009. до 2010. године, где је студирала џез. Након искуства са музиком, певала је широм Швајцарске и Италије. Током студирања, Хејли је такође имала бенд под називом Haley's Comet and Reinhart & the Rastatutes, а он је изводио обраде песама бенда Лед Зепелин и других тадашњих популарних група.
Хејлин пријатељ је Кејси Абрамс, такође музичар. У Америчком идолу су често помагале једна другој и изводиле дуете. Од тада сарађивале су у више наврата на албума и сингловима, а често наступају заједно посебно у Лос Анђелесу. Хејли је такође остала блиска са осталим такмичарима из Америчког идола. Била је прва такмичарка Америчког идола која је наступала са оцем на позорници, који је свирају гитару док је она изводила песму What Is and What Should Never Be. Певачица је емотивној вези са певачем Друом Доланом.

## Музичка каријера

### 2009—2011: Амерички идол
Хејли је први пут била на аудицији за девету сезоне емисије Амерички идол у Чикагу, али није прошла даље од „Холивудске рунде”. Међутим, вратила се следеће године у деветој сезони емисије у Милвокију и напредовала, након што је отпевала песму Oh! Darling коју у оригиналу изводе Битлси. Иако је на такмичењу изводила две песме, прва је била Fallin од Алише Киз, телевизија је пустила само извођење друге песме, односно Oh! Darling. Хејли је у Америчком идолу напредовала након што је отпевала песму Breathless. Касније у другом кругу, извела је песму God Bless the Child, а након тога у новом кругу у Лас Вегасу, удружила се са колегама финалистима Наимом Адедапом и Џејкобом Луском, како би извели песму The Long and Winding Road. Хејли је касније изгласана у топ 12 такмичара, након што је отпевала песму Fallin од Алише Киз, током полуфиналне емисије уживо. Након тога певала је песме House of the Rising Sun и I (Who Have Nothing). Елиминисана је док је била на трећем месту, иза Скоти МекКрири и Лаурена Алаина, који су доспели до финала. Последњи пут у Америчком идолу извела је песму Bennie and the Jets. Иако су је судије често оштро критиковале због избора песама, на такмичењу је сматрана фаворитом.
Хејли је била једина такмичарка Америчког идола, која је имала преко шест милиона прегледа на сајту Јутјуб, на свих шест песама које је извела, а то су песме: Rolling in the Deep, Bennie and the Jets, I (Who Have Nothing) и House of the Rising Sun. Њен перформанс на песми Rolling in the Deep имао је више од 2,4 милиона прегледа пре него што је скинут са Јутјуба, а након што је поново постављен, такође је био популаран. Хејлина интерпретација песме House of the Rising Sun достигла је 1,5 милиона прегледа до 20. новембра 2011. године , а након тога је и она скинута са сајта Јутјуб. Њено извођење песме Who Have Nothing имало је 2 милиона прегледа до 30. јануара 2012. године, а извођење Bennie and the Jets 2 милиона прегледа до априла 2012. године. Сви ови снимци оборени су и замењени неколико пута на сајту Јутјуб. Њен перформанс песме God Bless the Child имао је милион прегледа до марта 2014. године. Видео где Хејли изводи песму Oh! Darling до марта 2016. године имао је милион прегледа. Хејли је уједно била и једина такмичарка у десетој сезони која је три пута узастопно добила овације од судија за интерпретацију песама The House of the Rising Sun, I (Who Have Nothing) и What Is and What Should Never Be. Током америчког финала Идола, Хејли је отпевала песму Steppin' Out with My Baby заједно са Тонијем Бенетом, који је такође добио овације судија.
Телевизија Лајн сврстала је Хејли на шесто место најбољих такмичара у историји Америчких идола, а Базфид рангирао ју је на прво место међу „17 икона Америчког идола”. Хејлино извођење песме The House of the Rising Sun часопис Л.А тајмс рангирао је на девето место међу најбоље перформансе у Америчком идолу икада. Поред тога, Хејли се први пут појавила на Билбордовој листи Топ 100 уживо перформанса, на шездесет и осмом месту, због интерпетације песме Bennie and the Jets. Након тога, била је на осамнаестом месту исте листе, због извођења песме House of the Rising Sun. Поред тога, Хејли се нашла на листи сајта Vulture.com, на двадесет и шестом од сто шездесет и осам позиција, најбољих певача Америчког идола. Похваљена је због својих „дивно” неуједначених перформанса и неустрашивости суочавања са судијама у вези њихових критика, а због тога је и публика сматрала да је била једна од убедљивијих међу млађом популацијом у такмичењу Амерички идол. Године 2019. Скрин Рант рангирао је Хејли на шесто место најбољих такмичара идола који никада нису победили.
Током такмичења добила је значајну подршку многих славних личности као што су Роберт Плант, Лејди Гага, Џими Пејџ, Кели Кларксон, Адам Ламберт, Том Хенкс , Блејс Левис, Мелинда Дулитл, Крис Алена и других, који су изабрали Хејли за омиљеног такмичара у сезони 10 Америчког идола.

#### Перформанс/резултат
| Епизода                  | Тема                           | Избор песме                                                   | Оригинални извођач | Позиција # | Резултат    |
| ------------------------ | ------------------------------ | ------------------------------------------------------------- | ------------------ | ---------- | ----------- |
| Аудиција                 | Избор Аудиције                 | Fallin'                                                       | Aлиша Киз          | N/A        | Успешно     |
| Аудиција                 | Избор Аудиције                 | Oh! Darling                                                   | Битлси             | N/A        | Успешно     |
| Холивудска рунда 1       | Први соло                      | Breathless                                                    | Корин Реј          | N/A        | Напредно    |
| Холивудска рунда 2       | Групни перформанс              | Carry On Wayward Son са Полом МекДонадлом и осталима          |                    | N/A        | Напредно    |
| Холивудска рунда 3       | Други соло                     | God Bless the Child                                           | Били Холидеј       | N/A        | Напредно    |
| Лас Вегас рунда          | Песма Битлса Групни перформанс | The Long and Winding Road са Наимом Адедапо и Џејкобом Луском | Битсли             | N/A        | Напредно    |
| Холивудска финална рунда | Први соло                      | Baby It's You                                                 | The Shirelles      | N/A        | Напредно    |
| Топ 24 (12 жене)         | Лични избор                    | Fallin'                                                       | Алиша Киз          | 9          | Напредно    |
| Топ 13                   | Твој омиљен идол               | Blue                                                          | Лиен Рајмс         | 7          | Позиција 3  |
| Топ 12                   | Година кад сте рођени          | I'm Your Baby Tonight                                         | Витни Хјустон      | 5          | Позиција 3  |
| Топ 11                   | Motown                         | You've Really Got a Hold on Me                                | The Miracles       | 6          | Сигурно     |
| Top 11                   | Елтон Џон                      | Bennie and the Jets                                           | Елтон Џон          | 11         | Сигурно     |
| Топ 9                    | Рокенрол зид славнин           | Piece of My Heart                                             | Ерна Френклин      | 2          | Сигурно     |
| Топ 8                    | Песма из филма                 | Call Me                                                       | Blondie            | 6          | Позиција 3  |
| Топ 7                    | Песма из 21. века              | Rolling in the Deep                                           | Аделе              | 3          | Позиција 3  |
| Топ 6                    | Карол Кинг                     | Дует I Feel the Earth Move са Кејси Абрамсом                  | Карол Кинг         | 3          | Сигурно     |
| Топ 6                    | Карол Кинг                     | Соло Beautiful                                                | Карол Кинг         | 8          | Сигурно     |
| Топ 5                    | Песме данас и некада           | You and I                                                     | Лејди Гага         | 5          | Сигурно     |
| Топ 5                    | Песме данас и некада           | The House of the Rising Sun                                   | Традиционални      | 10         | Сигурно     |
| Топ 4                    | Песма која инспирише           | Earth Song                                                    | Мајкл Џексон       | 2          | Сигурно     |
| Топ 4                    | Leiber & Stoller               | I (Who Have Nothing)                                          | Бен Е. Кинг        | 5          | Сигурно     |
| Топ 3                    | Избор такмичара                | What Is and What Should Never Be                              | Лед Зепелин        | 3          | Елиминација |
| Топ 3                    | Избор Џили Ајовина             | Rhiannon                                                      | Флетвукд Мек       | 6          | Елиминација |
| Топ 3                    | Избор судија                   | You Oughta Know                                               | Аланис Морисет     | 9          | Елиминација |
|                          |                                |                                                               |                    |            |             |
| Notes 1. 2. 3. 4. 5.     |                                |                                                               |                    |            |             |

### 2011—2013: Први студијски албум и остали пројекти
Хејли је први уговор потписала са издавачком кућом . Дана 28. маја 2011. године Хејли и други учесници четврте сезоне Америчког идола наступали су на отварању Микрософтове продавнице у Атланти. Дана 2. јуна 2011. године Хејли је интервјуисана у емисији Live with Regis and Kelly, након чега је извела песму House of The Rising Sun. Дана 17. јуна 2011. године ТВ Лајн објавио је интервју Хејли и Мајкла Слезака, који су причали о њиховим животима пре учествовања у Америчком идолу и истакли да је било непоштеног суђења. Преко Америчког идола заједно су обишли Сједињене Америчке Државе као део турнеје American Idols LIVE!, која се завршила 10. септембра 2011. године. Хејли је заједно са осталим такмичарима Америчког идола, Скотијем Меккрирем, Лауреном Алаином и Џејмсом Дурбином објавила ЕП под називом Walmart Exclusive. Песме садрже неке од најпопуларнијих остварења као што су House of the Rising Sun и Bennie and the Jets, као и претходно необјављено издање You Oughta Know. ЕП је дебитовао на тридесет и седмом месту листе Билборд 200, а продат је у 14.000 примерака. Дана 26. јула 2011. године потврђено је да је Хејли потписала уговор са издавачком кућом . У августу 2011. године, Хејли је представљена у Хафинтон посту под називом „5 нових, младих уметника у успону”.
Певачица је провела 2011. и почетак 2012. године радећи на дебитанском албуму који је описала као ритам и блуз соул музику са утицајима џеза, а албум носи назив Listen Up!. За свој албум написала је већину песама. Након тога Хејли и Кејси Адамс снимили су празничну песму под називом Baby, It's Cold Outside, која је објављена 21. новембра 2011. године. Званични видео спот за песму објављен је 15. новембра 2011. године. Након тога, певачица је објавила песме Baby, It's Cold Outside и All My Loving на музичком фестивалу у Чикагу. Поред тога, Хејли је извела акустичну верзију песме Wild Horses са Слешом и Мајлсом Кенедијем, 18. фебруара 2012. године. Први албумски сингл под називом Free објављен је 20. марта 2012. године. Како би промовисала сингл Free и песме Wasted Tears и Hit одржала је турнеју. Сингл је био на деведесет и четвртом месту листе Билборд хот 100 и на двадесет и шестом месту листе Adult Top 40. Сингл Free доживео је комерцијални успех на Филипинима.
Хејли је први студијски албум под називом  објављен је 22. маја 2012. године и дебитовао је на седаманестом месту листе Билборд 200, са 20.000 продатих примерака. Listen Up! критичари су високо оценили због ретро звука, нео-соула, фанка и џез утицаја. До 2016. године Listen Up! продат је у 77.000 примерака. Free је такође коришћен као химна за девету сезону емисије So You Think You Can Dance, док је песма Undone представљена у емисији Step Up Revolution, током дванаесте сезоне Америчког идола.
У јуну 2012. године Хејли је снимила песму Hit the Road Jack заједно са Кејси Абрамсом. Дана 3. августа 2012. године Хејли је објавила песму са свог дебитанског албума на фестивалу Лолапалуза и тако постала прва такмичарка Америчког идола која је извела овај подвиг. У октобру 2012. године Хејли је извела неколико џез песама Карни фестивалу, заједно са Ирвином Мајфејлдом. Крајем 2012. године, раскинула је уговор са издавачком кућом Interscope Records због слабе продаје албума. Средином 2013. године путовала је у Јапан, Сингапур, Малезију и Индонезију и одржала мини промоције у дванаестој сезони Америчке сезоне. У Џакарти Хејли је била гост музичког такмичења X Factor Indonesia и отпевала песму Bennie and the Jets. Једна од песама које је написала била је Love Not War, а она је објављена у мају 2014. године. Песму Get Yourself Together коју је Хејли снимила за њен албум Listen Up! извела је певачица Кристина Грими за свој албум With Love.

### 2014—2015: Нови ЕП, албуми и сарадње
Хејли је најавила да је 2013. године почела рад на новом ЕП-у. У фебруару 2014. године започела је кампању како би одрадила спот за њен сингл Show Me Your Moves. У априлу исте године, објавила је песму Listen, која је касније уврштена у њен други студијски албум. Видео за песму Show Me Your Moves објављен је 30. јула 2014. године. Током 2014. године Хејли је одржала неколико свирки како би промовисала нови ЕП и дебитовала са њеним оригиналним песмама на наступима у Лос Анђелесу. Неколико пута на наступима придружио јој се Кејси Абрамс, као и текстописац Дилан Чембер.
У октобру 2014. године певачица је потписала уговор са компанијом Ole, која је стекла права на њен постојећи и будући рад, а добила је финансијску подржу за снимање ЕП-а. Дана 13. новембра 2014. године Хејли је наступала са Ирвином Мајфелдом и Џез оркестром из Њу Орлеанса на џез фестивалу. У јануару 2015. године Хејли је била стенд-ап комичарка у Лос Анђелесу, у шоу Mo and Tell. Хејли је поново 2015. године сарађивала са Кејси Абрамсом за његов музички спот Great Bright Morning као и на песмама Cougartown и Never Knew What Love Can Do, које су се нашле на Кејсином ЕП-у под називом Tales from the Gingerbread House и он је објављен 29. јануара 2013. године. Дана 3. августа 2012. Хејли је објавила песме са свог дебитанског албума и отпевала их на многобројим фестивалима.
Током 2015. године Хејли је снимила песму Seven Nation Army, а након тога и Mad World. Након тога, певачица је од  лета 2015. године имала музичку турнеју у Сједињеним Америчким Државама, Европи и у Аустралији. Пре одласка на турнеју, снимила је песме за ЕП, под називом Better, који је касније објављен као ЛП албум. Дана 17. јуна 2015. године певачица је сарађивала са групом No Vacancy Orchestra на концертима у Лагуни Бич у Калифорнији. Извела је обраде џез песама као што су At Last и You Know I'm No Good. Дана 4. јула 2015. године Хејли је обрадила песму Creep. Касније у јулу исте године наступала је у ноћном клубу Трубадур у Вест Холивуду, где је изводила њене оригиналне песме са албума Better. Почетком августа 2015. године Хејли и Амбрас наступале су на џез фестивалу у Идулвилду Пајн Кову у Калифорнији, а изводиле су обраде, као и њихове оригиналне песме. Дана 30. новембра 2015. године Хејли је била гост у емисији Fairly Normal Podcast Џоша Волфа, где је причала о свом животу и тренутним музичким пројектима.
Крајем 2015. године Хејли је стекла широко признање када је њена обрада песме Can't Help Falling in Love била у реклами за Екстра џим. Укупно, сингл је продат у 200.000 примерака и стримован је 200 милиона пута на сајту Спотифај, досегнуши прво место на сервису Global Viral chart. Песми Can't Help Falling in Love 4. октобра 2019. године додељен је платинасти сертификат од стране Америчког удружења дискографских кућа, након што је продат у милион примерака. Сингл је био на двадесет и петом месту листе Billboard AC, 16. јануара 2016. године. За ову песму, Хејли је освојила велики број музичких награда и стекла велики комерцијални успех.

### 2016: Нови албум, турнеје и други пројекти
У јануару 2016. године Хејли је представљена заједно са Џејкомоб Луском и Аданом Дуруом у песми Never Knew What Love Can Do. У фебруару 2016. године медији су објавили да ће се Хејли вратити у Амерички идол, где је била представљена као ментор, 18. фебруара исте године, певајући дуете са два такмичара, који су били полуфиналисти. У интервјуу са Џулијетом Мирандом, Хејли је истакла да ће одржати турнеју како би промовисала Can't Help Falling in Love, која је постигла велики комерцијални успех. Средином фебруара 2016. године објављени су датуми за наступ у Сједињеним Државама.
Након тога, Хејли је наступала у Хард рок кафеу у Денверу 17. фебруара 2016. године, након тога у Скотсдејлу, два дана касније и у Хартфорду, 14. марта. У марту 2016. године Хејли је потписала уговор са агенцијом за таленте, ICM Partners, задржавши и претходни уговор са компанијом Ole. Певачица је такође представљена на концерту у Сансет Парку у Лас Вегасу, 9. априла 2016. године. У априлу исте године отепавала је националну химну Сједињених Држава у Лос Анђелесу, на утакмици Лос Анђелес Доџерса. Након тога, потврдила је да ће се снимати друга епизода емисије F is for Family  и да ће она поново имати улогу Били Мафри. Песму коју је написала, под називом All You Gotta Do снимила је аргентинска певачица Мартина Стоесел за њен дебитански албум Tini, који је објављен 29. априла 2016. године. Након тога, Хејли је наступала са Дејвом Демијанијем и групом No Vacancy Orchestra у Атлантик Ситију, 22. и 23. јула на концерту у част Ејми Вајнхаус. У августу 2016. године, наставила је да наступа са Кејси Абрамс, овога пута на џез фестивалу у Идилвиду у Калифорнији.
У септембру 2016. године наступала је на Бафало фестивалу у Бафало Гроуву у Илиноису, заједно са бендом њених родитеља, Midnight. Након тога, певачица је написала песму Let Yourself Be Beautiful коју је Џени Лена снимила за њен ЕП Acoustic Sessions, који је објављен 2. децембра 2016. године. Дана 16. јуна 2016. године обрадила је песму Black Hole Sun, за коју је снимљен и видео спот.
Иако је у почетку представљен као ЕП издање, Хејли је Better проширила у ЛП, који је послужио као њен други студијски албум, а објављен је 29. априла 2016. године. На албуму се налазе демо снимци, снимљени неколико године пре, као и неке нове песме, укључујући обраду песме Can't Help Falling in Love. Хејли је описала албум као суморну мешавину фанка и рока која је створена да надахне самопоуздање код младих жена, послено кроз насловну нумеру и водећи сингл Better. Хејли је већ снимила спот за песму Better, али је одложила његово објављивање због сукоба пројеката и понуда неколико дискографских кућа. Водећи албумски сингл Better објављен је 8. априла 2016. године, а његов видео спот приказан је премијерно 27. априла. Албум Better дебитовао је на двадесет и другом месту Билбордове листе Independent Albums 21. маја 2016. године и продат је у преко 7.500 примерака током прве недеље од објављивања. Након објављивања албума, Хејли је истакла да ће одржати музичке турнеје како би промовисала албум. Турнеју је започела у Сједињеним Државама 25. маја 2016. године.

### 2017: Трећи студијски албум и турнеја
Дана 4. јануара 2017. године, Хејли је путем друштвених мрежа објавила да је започела рад на трећем студијском албуму. Албум су продуцирали Хејли и Џон Бурк, председник издавачке куће Concord records, Мајк Мерит, Мајк Шапиро и Хејлин отац, који је и свирао гитару. Албум под називом  објављен је 22. септембра 2017. године под окриљем издавачке куће Concord Records и садржи 11 обрада песама из шездесетих година, као и три оригиналне песме. Водећи албумски сингл под називом Baby It's You објављен је 16. јуна 2017. године, заједно са видео спотом. Први албумски промотивни сингл, The Letter објављен је у специјалном видеу 13. јула 2017. године. Други албумски сингл под називом For What It's Worth објављен је 10. августа 2017. године. Let's Start, једна од три оригиналне песме са албума, објављена је 15. септембра 2017. године. Албум је дебитовао на шездесет и седмом месту Билбордове листе .
Како би подржала албум, Хејли је одржала турнеју у Сједињеним Државама која је почела 22. октобра, а завршила се 18. новембра 2017. године. Такође, 2017. године, Хејли је поново позајмила свој глас у улози Бил Марфи, у другој сезони F is for Family, која је премијерно објављена 30. маја 2017. године и садржи десет епизода. Након објављивања албума, Хејли је сарађивала са Ирвином Мајфелдом и Кермит Рафинс на албуму , који је објављен 13. октобра 2017. године. Хејли је отпевала песму Don't Worry, Be Happy и била главни вокал на песми Beautiful World. Она је такође била вокал у песми Mystic и позадински вокал на читавом албуму.
Хејли је изразила велико интересовање за глуму и импровизацију, након завршетка музичке турнеје у јесен 2017. године, што је указало на њену жељу да испроба нове ствари и ради на филму, мимо улоге у ТВ серији F is for Family. Такође је изразила жељу да започне рад на албуму, који би садржао обраде песама из седамдесетих година, џез плочу или да настави са издавањем оригиналних песама.

### 2018—данас: Четврти албум, сарадње и нови ЕП
Дана 31. маја 2018. године, компанија Refinery29 објавила је музички видео за Хејлин сингл Last Kiss Goodbye, пре његовог службеног издања 1. јуна 2018. године. Сингл је био на петнаестом месту Билбордове листе Jazz Digital Songs. Дана 7. јула 2018. Хејли је наступила са Стивеном Тајлером на фестивалу у Нејпервилу у Илиноису. У септмебру 2018. Хејли је представила нове нумере на концерту који носи назив Live in the Vineyard East, а који је одржан у винарији у Сејлорсбергу. Нако тога, придружила се џез пијанисти Џефу Голдблуму као певачица на његовом албуму , који је објављен 9. новембра 2018. године. Појавила се на песмама My Baby Just Cares for Me и Gee, Baby, Ain't I Good to You. My Baby Just Cares for Me објављен је као албумски сингл, а спот за песму објављен је 25. септембра 2018. године, на којем Хејли и Голдблум изводе песму уживо.
Учествовала је на промоцији Голдблумовог албума где је извела песму My Baby Just Cares For me, 8. новембра 2018. године. Хејли је након тога гостовала бенду Vicetone на њиховом синглу Something Strange, који је заједно са спотом објављен 2. новембра 2018. године. Сингл је био на двадесет и трећем месту Билбордове листе . Након тога, Хејли је поново имала улогу Били Марфи у трећој сезони ТВ серије F is for Family која је премијерно емитована 30. новембра 2018. године.
У септембру 2018. годије Хејли је објавила Don't Know How to Love You, водећи сингл са њеног самостално продуцираног четвртог студијског албума Lo-Fi Sou, који је објављен самостално 27. марта 2019. године. Насловна нумера објављена је као други сингл 8. фебруара 2019. године заједно са видео спотом. Трећи албумски сингл, Honey, There's the Door објављен је заједно са видео спотом 8. марта 2019. године. Дана 11. априла 2019. године, Хејли је објавила видео спот за песму Shook, који је снимљен у Лос Анђелесу. Песма Deep Water објављена је као четврти албумски сингл 29. јула 2019. године, а истог дана појавила се и на радио станицама.  Како би промовисала албум, Хејли је одржала турнеју која је почела у априлу 2019. године. Након Сједињених Држава, турнеју је наставила у Торонту.
Дана 14. јуна 2019. године, певачица је објавила ЕП који садржи нумере Bulletproof, It Ain't Over 'Till It's Over и You Send Me. Дана 29. јуна 2019. године Хејли је одржала пети концерт са турнеје, на аеродрому у Чикагу, а након тога придружила се Мајклу Фелинстеину на фестивалу у Хајланд Парку у Илиноису. Дана 31. октобра Хејли је објавила песму Santa Baby, њену прву званичну празничну нумеру, након које су уследиле Have Yourself a Merry Little Christmas и The Christmas Song 9. и 18. новембра.

## Умешност
Хејлин стил описан је као мејстрим поп са елементима ретро попа и традиционалног џеза. Њен наступ у емисији Амерички идол често је критикован због њених џез и блуз елемената. Певачицин први студијски албум садржи песме различитих жанрова као што су поп, ритам и блуз, рокенрол и соул. У оцењивању албума Better, истакла је да су њени џез стандарди из тридесетих и четрдесетих година, укључујући диско моментре из шездесетих година. Хејлин стил описан је као нео соул и ритам и блуз звук компонован са модерном музиком коју изводе Аделе, Дафи и Ејми Вајнхаус, уз мешавину диско и џез звука који изводе Ненси Синатра и Арета Френклин.
Хејлин вокал је лирички сопрано, а њен распон обухвата је три октаве. Њен глас хваљен је због претпознатљивог заноса и звука који је у стању да контролише током дужег периода певања. Позната је по својој способности да лако пређе са нежних вибрато гласова. Њен глас такође је похваљен због „суморног” квлаитета и резонантног звука. Хејли је такође препозната по свестраности гласа и ефикасном кориштењу свог фалсета. Хваљена је због својих техника гласа које подсећају на глас музичара Фицгералда, као и због јодловања. Хејлине честе сесије током уживо настуапа такође су добиле посебне похвале. Певачица је у младости имала вокалне тренинге са мајком, а никада није професионално тренирала певање. Када је одрасла научила је вокалне технике од свог оца.
Хејли је доста инспирисана различитим музичким жанровима, укључујући рокенрол, фанк, џез, блуз, поп и другим. Обожаватељка је рок легенди као су Џенис Џоплин и Џими Хендрикс, али и пионира традиционалног џеза. Такође, обожаватељка је Битлса, највише са Полом Макартнијем и Џоном Леноном, за кога истиче да је имало велики утицај на њу.
Певачица истиче да се диви способности певача који у неким тренуцима имају глате, а у другим сирове и безобразне гласове. Под утицајем родитеља, одрасла је идолизујући такве уметнике као што су Тони Бенет и Сара Воган. Хејлин албум Better инспирисан је ретро фанк бендом Sly and the Family Stone. Током детњства је гледајући Кели Кларксон како побеђује у Америчком идолу, желела да и она тамо учествује. Током такмичења у том шоу, судије су је вокално и стилски уроређивале са Џенис Џоплин. Ово упоређивање често је утицало на Хејли да инфлитира рок елементе у многе песме, укључујући House of the Rising Sun и You and I. Поред модерних уметничких утицаја и после њеног гостовања у емисији са Корин Реј, Есперанзом Сполдинг и Џанел Моне, Хејли је истакла да има велико поштовање према њима и да им се диви јер су остали верни свом музичком правцу и нису се продали музичкој индустрији..

## Дискографија
- Listen Up! (2012)
- Better (2016)
- What's That Sound? (2017)
- Lo-Fi Soul (2019)